# Проспект Достоевского (Братислава)
Проспект Достоевского (словац. Dostojevského rad) — улица в Братиславе в городском квартале Старый город, в округе Братислава I. Начинается на перекрёстке площадь Шафарика — Гондова улица — набережная Ваянского, идёт в северо-восточном направлении и заканчивается на перекрёстке улица Караджича — улица Ландерера. Назван в честь русского писателя, мыслителя и философа Фёдора Михайловича Достоевского.

## Известные постройки
- Малая сцена Словацкого национального театра
- Словацкое страховое общество Альянс
- Здание ныне не существующего творческого объединения «Словацкая художественная беседа»

## Галерея

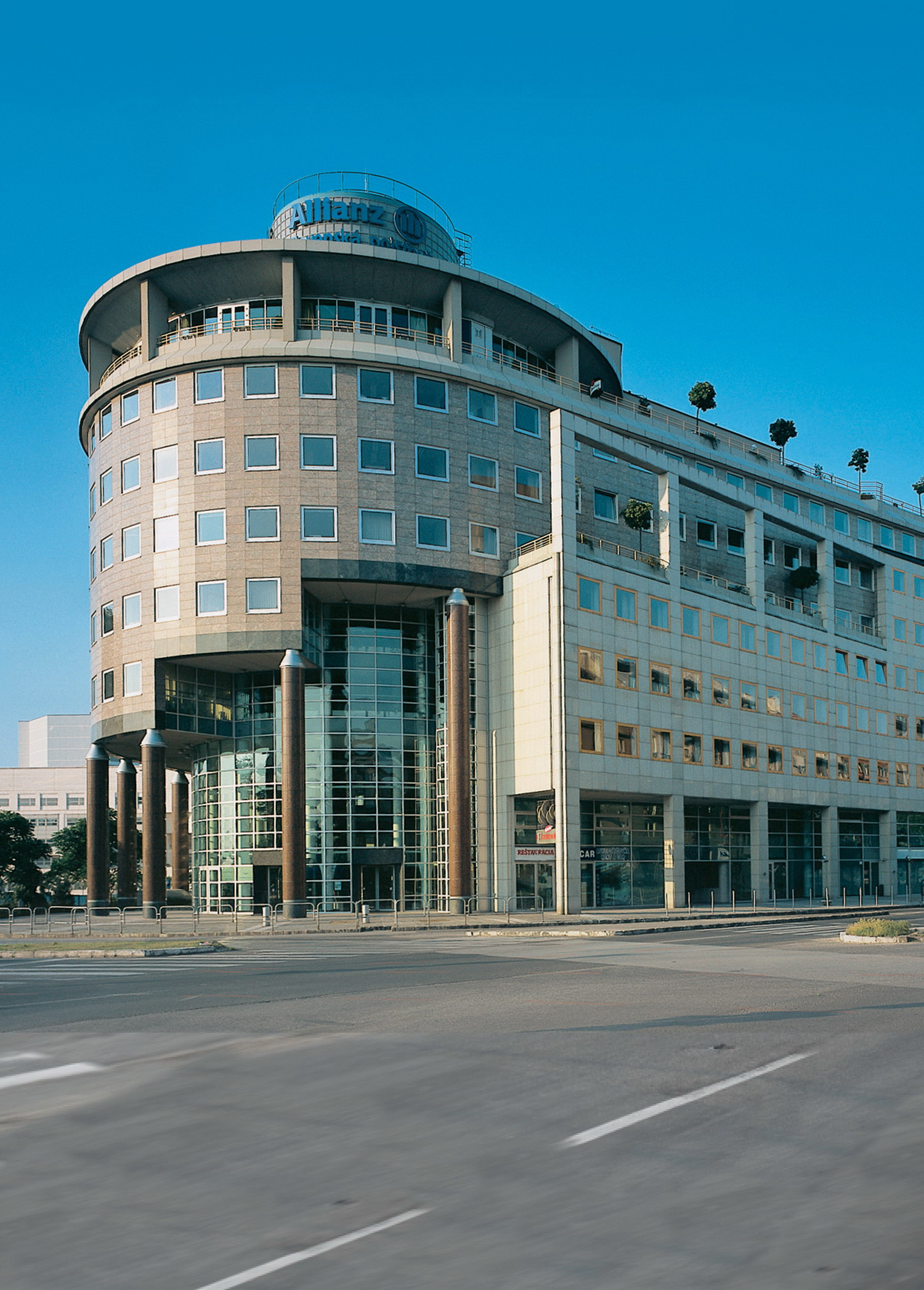
Братиславский офис компании Allianz – словацкой страховой компании
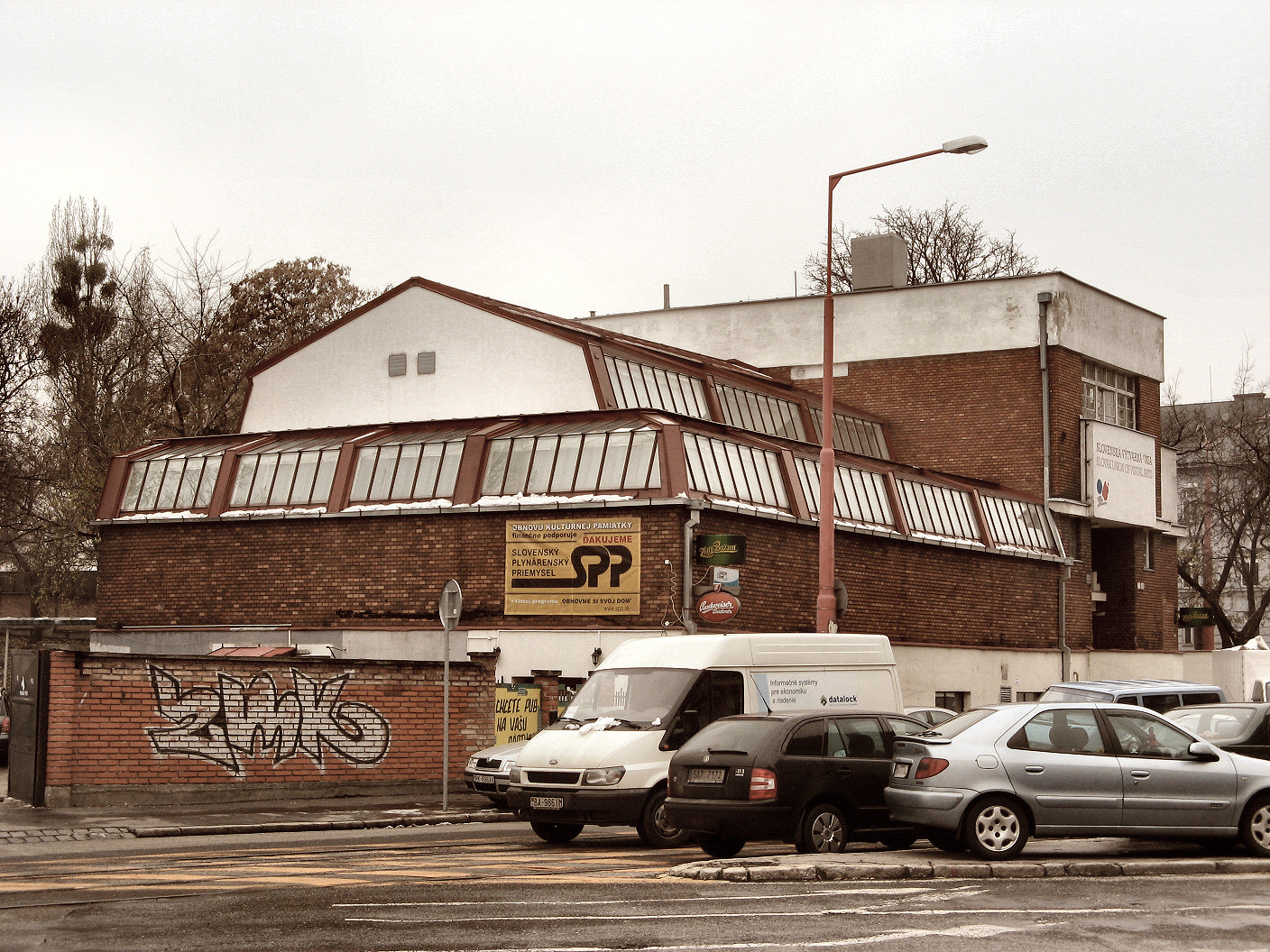
Здание, где в 1920—1930 гг. заседали представители творческого объединения «Словацкая художественная беседа»

## Примыкания и пересечения
- Набережная Ваянского
- Площадь Шафарика
- Улица Прибины
- Улица Безруча
- Улица Ломоносова
- Улица Клеменса
- Улица Крупки
- Улица Лазаретская
- Улица Олейкарская
- Улица Ландерера
- Заводская улица
- Улица 29 августа
- Улица Чулена
- Грёслингова улица
- Млинские нивы
- Улица Караджича